# كريس فريمان
كريس فريمان (بالإنجليزية: Chris Freeman)‏ هو موسيقي أمريكي، ولد في 8 أغسطس 1961.